# Benelli Tornado Tre
La Benelli Tornado Tre è una motocicletta della Benelli, da cui poi deriverà la Benelli TNT.
Presentata per la prima volta il 21 luglio 1999, dopo vari annunci e smentite, entra in produzione nel 2002, dopo essere stata sperimentata anche nel Mondiale Superbike nelle stagioni 2001 e 2002, con l'australiano Peter Goddard.

## Descrizione
Nel 1997 viene disegnata da Adrian Morton e progettata da Riccardo Rosa, sotto direttiva del Presidente Benelli Andrea Merloni, la Tornado (nome dell'omonima "650" degli anni settanta) debutta nella versione monoposto L.E., prodotta in 150 esemplari numerati venduti a 36.000 € ciascuno. A questa seguirà la biposto Tornado Tre 900 (16.900 €), leggermente depotenziata (136 CV). Nel 2004 viene presentata la Tornado Tre 900 RS, nella colorazione rossa e successivamente gialla con potenza di 144 CV contro 142 della L.E.. La versione RS viene modificata tecnicamente e migliorata, nella livrea giallo Lamborghini prodotta in sole 15 unità (Special Edition). 
Nel 2006 viene presentata la Tornado Tre 1130, spinta dal tre cilindri di 1130 cm³ che già equipaggiava la versione TNT.
Il motore della Tornado è un tre cilindri in linea quattro tempi bialbero a quattro valvole per cilindro. Nella sua versione iniziale ha una cilindrata di 898 cm³, con un rapporto alesaggio/corsa di 1,79; alimentato da doppia iniezione elettronica per cilindro, eroga nella versione L.E. 142 CV a 11.500 giri/min. Dal 2006 il motore viene portato a 1130 cm³ allungando la corsa del tre cilindri (da 49,2 a 62 mm); la potenza passa a 161 CV a 10.500 giri/min. In tutte le versioni il cambio è a 6 marce estraibile; la frizione è a secco sulla L.E. e sulla 1130, mentre su 900 standard e 900 RS è a bagno d'olio.
Il suo stile, la linea e le soluzioni tecniche adottate la rendono unica tra le altre, ad esempio il  radiatore situato sotto la sella del pilota, riduce la sezione frontale, che per effetto aerodinamico e della velocità fa entrare l'aria dalle due bocche frontali ed attraverso due condotti laterali arriva al radiatore per raffreddarlo mentre le due ventole sotto il codone si avviano quando il sensore rileva una temperatura eccessiva.
Il telaio è composto da una struttura mista: in tubi d'acciaio al cromo molibdeno all'anteriore e in fusione d'alluminio al posteriore.
La componentistica di alto livello viene prodotta in Italia, il motore 898 cm³ prodotto dalla Morini su progetto Benelli, sospensioni pluriregolabili prodotte da Marzocchi, Ohlins e Extreme T., impianto freni Brembo, cerchi forgiati Marchesini, OZ Racing e Brembo, scarichi Arrows e tanto altro ancora.

## Caratteristiche tecniche
| Caratteristiche tecniche - Benelli Tornado Tre 900                                 | Caratteristiche tecniche - Benelli Tornado Tre 900 | Caratteristiche tecniche - Benelli Tornado Tre 900 | Caratteristiche tecniche - Benelli Tornado Tre 900 | Caratteristiche tecniche - Benelli Tornado Tre 900 | Caratteristiche tecniche - Benelli Tornado Tre 900 |
| ---------------------------------------------------------------------------------- | --- | --- | --- | --- | --- |
|                                                                                    | | | | | |
| Dimensioni e pesi                                                                  | | | | | |
| Ingombri (lungh.×largh.×alt.)                                                      | 2040 × 780 × 1160 mm | 2040 × 780 × 1160 mm | 2040 × 780 × 1160 mm | 2040 × 780 × 1160 mm | 2040 × 780 × 1160 mm |
| Altezze                                                                            | Sella: 810 mm - Minima da terra: 100 mm | Sella: 810 mm - Minima da terra: 100 mm | Sella: 810 mm - Minima da terra: 100 mm | Sella: 810 mm - Minima da terra: 100 mm | Sella: 810 mm - Minima da terra: 100 mm |
| Interasse: 1419 mm                                                                 | Interasse: 1419 mm | Massa a vuoto: 198 kg | Massa a vuoto: 198 kg | Serbatoio: 18 | Serbatoio: 18 |
| Meccanica                                                                          | | | | | |
| Tipo motore: tricilindrico a 4 tempi frontemarcia inclinato di 15° con contralbero | Tipo motore: tricilindrico a 4 tempi frontemarcia inclinato di 15° con contralbero                                                                                             | Tipo motore: tricilindrico a 4 tempi frontemarcia inclinato di 15° con contralbero                                                                                             | Tipo motore: tricilindrico a 4 tempi frontemarcia inclinato di 15° con contralbero                                                                                             | Raffreddamento: raffreddamento a liquido | Raffreddamento: raffreddamento a liquido |
| Cilindrata                                                                         | 898 cm³ (Alesaggio 88 × Corsa 49,2 mm) | 898 cm³ (Alesaggio 88 × Corsa 49,2 mm) | 898 cm³ (Alesaggio 88 × Corsa 49,2 mm) | 898 cm³ (Alesaggio 88 × Corsa 49,2 mm) | 898 cm³ (Alesaggio 88 × Corsa 49,2 mm) |
| Distribuzione: DOHC 4 valvole per cilindro                                         | Distribuzione: DOHC 4 valvole per cilindro | Distribuzione: DOHC 4 valvole per cilindro | Alimentazione: iniezione elettronica | Alimentazione: iniezione elettronica | Alimentazione: iniezione elettronica |
| Potenza: 100 kW (136 CV) a 11.500 rpm                                              | Potenza: 100 kW (136 CV) a 11.500 rpm | Coppia: 96 Nm a 8.500 rpm | Coppia: 96 Nm a 8.500 rpm | Rapporto di compressione: 11:1 | Rapporto di compressione: 11:1 |
| Frizione: a bagno d'olio con sistema antisaltellamento                             | Frizione: a bagno d'olio con sistema antisaltellamento | Frizione: a bagno d'olio con sistema antisaltellamento | Cambio: estraibile a 6 marce | Cambio: estraibile a 6 marce | Cambio: estraibile a 6 marce |
| Accensione                                                                         | elettronica IDI | elettronica IDI | elettronica IDI | elettronica IDI | elettronica IDI |
| Trasmissione                                                                       | primaria a ingranaggi a denti dritti; secondaria a catena | primaria a ingranaggi a denti dritti; secondaria a catena | primaria a ingranaggi a denti dritti; secondaria a catena | primaria a ingranaggi a denti dritti; secondaria a catena | primaria a ingranaggi a denti dritti; secondaria a catena |
| Avviamento                                                                         | elettronico | elettronico | elettronico | elettronico | elettronico |
| Ciclistica                                                                         | | | | | |
| Telaio                                                                             | traliccio anteriore in tubi in acciaio ASD, vincolato con viti traenti ad una sezione scatolata, fusa in lega di alluminio; inclinazione di sterzo regolabile da 22,5° a 24,5° | traliccio anteriore in tubi in acciaio ASD, vincolato con viti traenti ad una sezione scatolata, fusa in lega di alluminio; inclinazione di sterzo regolabile da 22,5° a 24,5° | traliccio anteriore in tubi in acciaio ASD, vincolato con viti traenti ad una sezione scatolata, fusa in lega di alluminio; inclinazione di sterzo regolabile da 22,5° a 24,5° | traliccio anteriore in tubi in acciaio ASD, vincolato con viti traenti ad una sezione scatolata, fusa in lega di alluminio; inclinazione di sterzo regolabile da 22,5° a 24,5° | traliccio anteriore in tubi in acciaio ASD, vincolato con viti traenti ad una sezione scatolata, fusa in lega di alluminio; inclinazione di sterzo regolabile da 22,5° a 24,5° |
| Sospensioni                                                                        | Anteriore: forcella teleidraulica a steli rovesciati da 43 mm Marzocchi, ammortizzatore di sterzo / Posteriore: monoammortizzatore pluriregolabile Extreme Technology          | Anteriore: forcella teleidraulica a steli rovesciati da 43 mm Marzocchi, ammortizzatore di sterzo / Posteriore: monoammortizzatore pluriregolabile Extreme Technology          | Anteriore: forcella teleidraulica a steli rovesciati da 43 mm Marzocchi, ammortizzatore di sterzo / Posteriore: monoammortizzatore pluriregolabile Extreme Technology          | Anteriore: forcella teleidraulica a steli rovesciati da 43 mm Marzocchi, ammortizzatore di sterzo / Posteriore: monoammortizzatore pluriregolabile Extreme Technology          | Anteriore: forcella teleidraulica a steli rovesciati da 43 mm Marzocchi, ammortizzatore di sterzo / Posteriore: monoammortizzatore pluriregolabile Extreme Technology          |
| Freni                                                                              | Anteriore: freno a disco\|doppio disco da 320 mm / Posteriore: disco singolo da 220 mm                                                                                         | Anteriore: freno a disco\|doppio disco da 320 mm / Posteriore: disco singolo da 220 mm                                                                                         | Anteriore: freno a disco\|doppio disco da 320 mm / Posteriore: disco singolo da 220 mm                                                                                         | Anteriore: freno a disco\|doppio disco da 320 mm / Posteriore: disco singolo da 220 mm                                                                                         | Anteriore: freno a disco\|doppio disco da 320 mm / Posteriore: disco singolo da 220 mm                                                                                         |
| Pneumatici                                                                         | anteriore da 120/70 17 o 120/65 17 su cerchi con canale da 3,5"; posteriore da 190/50 17 o 180/55 17 su cerchi con canale da 6"                                                | anteriore da 120/70 17 o 120/65 17 su cerchi con canale da 3,5"; posteriore da 190/50 17 o 180/55 17 su cerchi con canale da 6"                                                | anteriore da 120/70 17 o 120/65 17 su cerchi con canale da 3,5"; posteriore da 190/50 17 o 180/55 17 su cerchi con canale da 6"                                                | anteriore da 120/70 17 o 120/65 17 su cerchi con canale da 3,5"; posteriore da 190/50 17 o 180/55 17 su cerchi con canale da 6"                                                | anteriore da 120/70 17 o 120/65 17 su cerchi con canale da 3,5"; posteriore da 190/50 17 o 180/55 17 su cerchi con canale da 6"                                                |
| Prestazioni dichiarate                                                             | | | | | |
| Velocità massima                                                                   | 260 km/h | 260 km/h | 260 km/h | 260 km/h | 260 km/h |
| Fonte dei dati: 900. 900 RS. 900 LE.                                               | | | | | |

| Caratteristiche tecniche - Benelli Tornado Tre 1130  | Caratteristiche tecniche - Benelli Tornado Tre 1130                                                            | Caratteristiche tecniche - Benelli Tornado Tre 1130                                                            | Caratteristiche tecniche - Benelli Tornado Tre 1130                                                            | Caratteristiche tecniche - Benelli Tornado Tre 1130                                                            | Caratteristiche tecniche - Benelli Tornado Tre 1130                                                            |
| ---------------------------------------------------- | --- | --- | --- | --- | --- |
|                                                      | | | | | |
| Dimensioni e pesi                                    | | | | | |
| Ingombri (lungh.×largh.×alt.)                        | 2039 × 717 × 1153 mm                                                                                           | 2039 × 717 × 1153 mm                                                                                           | 2039 × 717 × 1153 mm                                                                                           | 2039 × 717 × 1153 mm                                                                                           | 2039 × 717 × 1153 mm                                                                                           |
| Altezze                                              | Sella: 810 mm                                                                                                  | Sella: 810 mm                                                                                                  | Sella: 810 mm                                                                                                  | Sella: 810 mm                                                                                                  | Sella: 810 mm                                                                                                  |
| Interasse: 1419 mm                                   | Interasse: 1419 mm                                                                                             | Massa a vuoto: 199 kg                                                                                          | Massa a vuoto: 199 kg                                                                                          | Serbatoio: 19 l di cui 4 di riserva                                                                            | Serbatoio: 19 l di cui 4 di riserva                                                                            |
| Meccanica                                            | | | | | |
| Tipo motore: tricilindrico a 4 tempi con contralbero | Tipo motore: tricilindrico a 4 tempi con contralbero                                                           | Tipo motore: tricilindrico a 4 tempi con contralbero                                                           | Tipo motore: tricilindrico a 4 tempi con contralbero                                                           | Raffreddamento: a liquido                                                                                      | Raffreddamento: a liquido                                                                                      |
| Cilindrata                                           | 1131 cm³ (Alesaggio 88 × Corsa 62 mm)                                                                          | 1131 cm³ (Alesaggio 88 × Corsa 62 mm)                                                                          | 1131 cm³ (Alesaggio 88 × Corsa 62 mm)                                                                          | 1131 cm³ (Alesaggio 88 × Corsa 62 mm)                                                                          | 1131 cm³ (Alesaggio 88 × Corsa 62 mm)                                                                          |
| Distribuzione: DOHC 4 valvole per cilindro           | Distribuzione: DOHC 4 valvole per cilindro                                                                     | Distribuzione: DOHC 4 valvole per cilindro                                                                     | Alimentazione: iniezione elettronica con corpi farfallati da 53 mm                                             | Alimentazione: iniezione elettronica con corpi farfallati da 53 mm                                             | Alimentazione: iniezione elettronica con corpi farfallati da 53 mm                                             |
| Potenza: 120 kW (161 cv) a 10.500 rpm                | Potenza: 120 kW (161 cv) a 10.500 rpm                                                                          | Coppia: 124 Nm (12.7 kgm) a 8.000 rpm                                                                          | Coppia: 124 Nm (12.7 kgm) a 8.000 rpm                                                                          | Rapporto di compressione: 13:1                                                                                 | Rapporto di compressione: 13:1                                                                                 |
| Frizione: a secco con sistema antisaltellamento      | Frizione: a secco con sistema antisaltellamento                                                                | Frizione: a secco con sistema antisaltellamento                                                                | Cambio: a 6 marce                                                                                              | Cambio: a 6 marce                                                                                              | Cambio: a 6 marce                                                                                              |
| Accensione                                           | elettronica IDI                                                                                                | elettronica IDI                                                                                                | elettronica IDI                                                                                                | elettronica IDI                                                                                                | elettronica IDI                                                                                                |
| Trasmissione                                         | primaria a ingranaggi a denti dritti; secondaria a catena 17/36 (2,117)                                        | primaria a ingranaggi a denti dritti; secondaria a catena 17/36 (2,117)                                        | primaria a ingranaggi a denti dritti; secondaria a catena 17/36 (2,117)                                        | primaria a ingranaggi a denti dritti; secondaria a catena 17/36 (2,117)                                        | primaria a ingranaggi a denti dritti; secondaria a catena 17/36 (2,117)                                        |
| Avviamento                                           | elettronico | elettronico | elettronico | elettronico | elettronico |
| Ciclistica                                           | | | | | |
| Telaio                                               | Scomponibile, anteriore traliccio in tubi di acciaio, posteriore fusione in alluminio                          | Scomponibile, anteriore traliccio in tubi di acciaio, posteriore fusione in alluminio                          | Scomponibile, anteriore traliccio in tubi di acciaio, posteriore fusione in alluminio                          | Scomponibile, anteriore traliccio in tubi di acciaio, posteriore fusione in alluminio                          | Scomponibile, anteriore traliccio in tubi di acciaio, posteriore fusione in alluminio                          |
| Sospensioni                                          | Anteriore: forcella teleidraulica a steli rovesciati da 50 mm / Posteriore: monoammortizzatore pluriregolabile | Anteriore: forcella teleidraulica a steli rovesciati da 50 mm / Posteriore: monoammortizzatore pluriregolabile | Anteriore: forcella teleidraulica a steli rovesciati da 50 mm / Posteriore: monoammortizzatore pluriregolabile | Anteriore: forcella teleidraulica a steli rovesciati da 50 mm / Posteriore: monoammortizzatore pluriregolabile | Anteriore: forcella teleidraulica a steli rovesciati da 50 mm / Posteriore: monoammortizzatore pluriregolabile |
| Freni                                                | Anteriore: doppio disco da 320 mm / Posteriore: disco singolo da 240 mm                                        | Anteriore: doppio disco da 320 mm / Posteriore: disco singolo da 240 mm                                        | Anteriore: doppio disco da 320 mm / Posteriore: disco singolo da 240 mm                                        | Anteriore: doppio disco da 320 mm / Posteriore: disco singolo da 240 mm                                        | Anteriore: doppio disco da 320 mm / Posteriore: disco singolo da 240 mm                                        |
| Pneumatici                                           | anteriore da 120/70 R17 o 120/65 R17; posteriore da 190/50 R17 o 180/55 R17                                    | anteriore da 120/70 R17 o 120/65 R17; posteriore da 190/50 R17 o 180/55 R17                                    | anteriore da 120/70 R17 o 120/65 R17; posteriore da 190/50 R17 o 180/55 R17                                    | anteriore da 120/70 R17 o 120/65 R17; posteriore da 190/50 R17 o 180/55 R17                                    | anteriore da 120/70 R17 o 120/65 R17; posteriore da 190/50 R17 o 180/55 R17                                    |
| Fonte dei dati:                                      | | | | | |